# St. Joseph’s Convent (St. Lucia)
St. Joseph’s Convent ist eine katholische weiterführende Schule für Mädchen in Castries, St. Lucia.

## Geschichte
Die Schule wurde 1854 von den Josefschwestern von Cluny gegründet.
Nach einer Krise 2008 präsentiert sich die Schule heute wieder als Eliteschule mit Theater-Klassen und als Teilnehmer des BBC-Reality-Formats Extreme School, in dessen Verlauf schlecht erzogene Schüler aus Großbritannien an Schulen mit strengen Regeln im Ausland geschickt werden. Die Farben der Schuluniformen sind Blau und Weiß.

## Alumni
- Suzie d’Auvergne, High Court Judge.[2]
- Dame Pearlette Louisy (* 1946), Governor General of St. Lucia.[3]
- Gale Rigobert, Member of Parliament für Micoud North[4][5]